# Saison 2 de Person of Interest
Chronologie
Saison 1 Saison 3
Cet article présente les vingt-deux épisodes de la deuxième saison de la série télévisée américaine Person of Interest.

## Synopsis
Alors que Root a enlevé Finch, la Machine continue de donner des numéros à John. Mais celui-ci n'est concentré que sur une seule chose : retrouver son ami. Cependant, le « HR », le FBI et le gouvernement n'ont pas encore renoncé à retrouver celui qu'ils surnomment « l'homme au costume »...

### Résumé de la saison
Finch (Michael Emerson) s'est fait kidnappé par Root (Amy Acker), qui n'a qu'un objectif : libérer la Machine du contrôle du Gouvernement. De leur côté, ces derniers sont au courant de la mort d'Alicia Corwin. Le chef de cabinet du Bureau du Conseiller Spécial (Jay O. Sanders) envoie Hersh (Boris McGiver) enquêter sur sa mort et prévient Denton Weeks, le supérieur d'Alicia, que quelqu'un cherche à leur nuire. Mais Root parvient à piéger Weeks et le tue après l'avoir interrogé. Reese (Jim Caviezel) cherche de son côté à retrouver Finch, faisant du chantage à la Machine, qui le conduit jusqu'au Texas, où John découvre la véritable identité de Root ainsi que son passé. Il finit par libérer Finch mais Root, de son véritable nom Samantha Groves, parvient à s'échapper. 
Marc Snow (Michael Kelly), qui a été capturé par Kara Stanton (Annie Parisse) dans la saison précédente, est désormais piégé dans un gilet d'explosifs et est obligé d'exécuter les ordres de son ancien agent. Il informe celle-ci de la mort d'Alicia Corwin et vole ensuite des éléments informatiques dans un but obscur. 
Les élections municipales de New York ont lieu et, à la suite d'un tuyau de Fusco (Kevin Chapman), de nombreux policiers de la DRH (H.R.) sont arrétés par le FBI. Une journaliste se fait alors piéger dans sa soif de scoop en mettant en danger un témoin-clé, capable d'identifier le chef de la DRH. Le témoin finit par être tué mais le chef semble être Landon Walker, l'un des deux candidats à l'élection, qui se fait arrêter. Cependant, le véritable chef se révèle être le chef de cabinet du maire sortant, Alonzo Quinn (Clarke Peters). Le maire sortant, Griffin, est quant à lui réélu.
Après avoir arrêté les nombreux policiers véreux, l'agent Donnelly du FBI rejoint la traque de Reese. Après que ce dernier se soit fait arrêter afin de sauver une personne d'intérêt, Donnelly comprend que Carter et lui bossent ensemble et décide de les conduire à un endroit sûr. Cependant, Kara Stanton réapparaît à ce moment et tue Donnelly avant de kidnapper Reese. Ce dernier se réveille piégé lui aussi dans un gilet d'explosifs aux côtés de Snow et Kara, qui veut que ses deux anciens collègues aillent voler un disque dur. Nous apprenons par le même temps que Kara a en réalité été secourue par un vieil homme d'affaires, qui est depuis, son nouvel employeur. Ce dernier lui a confié pour mission d'introduire un virus informatique dans les serveurs mondiaux. Elle réussit, après s'être servi de John et Snow pour nettoyer le chemin devant elle. Le vieil homme lui révèle alors le nom de l'homme à qui appartenait l'ordinateur (que John et Kara devaient détruire à Ordos) : Harold Finch. Kara condamne ses anciens partenaires et, bien que John parvient à être sauvé in extremis par Harold, Snow décide de monter à l'arrière de la voiture de Kara, tuant les deux agents dans une explosion. Mais le virus a pour objectif de pirater la Machine, qui commence à dysfonctionner, à force que le virus progresse.
L'épisode 16 introduit 2 nouveaux personnages, Sameen Shaw (Sarah Shahi) et Michael Cole (Ebon Moss-Bachrach). Agents de l'ISA travaillant pour la Machine afin de neutraliser les menaces pertinentes (terrorisme), ils se feront piéger par leur agence après que Cole ait enquêté sur la raison qui a mené à la mort d'une de leurs victimes. Après que Cole se soit fait tuer, Shaw veut tuer Contrôle, son patron. Root, quant à elle, est devenue la secrétaire du chef de cabinet du Bureau du Conseiller Spécial. Elle voit une chance dans cette affaire et décide d'interroger Shaw, mais est contrainte de fuir avant d'avoir pu découvrir l'emplacement de la Machine. Reese sauve Shaw et lui présente Harold, qui lui révèle la vérité sur son ancienne mission et tente de la recruter, en vain. Shaw finit par rencontrer le Conseiller Spécial, dont elle comprend qu'il n'est lui aussi qu'un homme de main de Contrôle, et Wilson, son supérieur direct qui a ordonné la mort de Cole. Elle tue Wilson et révèle au Conseiller qu'elle ne compte pas nuire à la Machine mais qu'elle a été trahie par l'organisation et décide de déserter. Shaw finit une nouvelle fois par être sauvée par Harold et Reese, après que Hersh ait tenté de l'exécuter.
De leur côté, la DRH tente de se reformer après le gros coup porté par le FBI. Après que les hommes d'Elias aient clairement refusé un nouveau partenariat, la DRH décide de libérer Peter Yogorov (Morgan Spector), le fils de l'ancien chef de la mafia russe qu'Elias a tué avant de prendre son territoire. Quinn n'hésite pas à exécuter les gêneurs, y compris son propre filleul. Ce dernier, qui se nomme Lieutenant Cal Beecher (Sterling K. Brown), était proche de Carter et cette dernière décide de faire tomber la DRH. Elle sauve d'ailleurs Elias (Enrico Colantoni) des policiers véreux et des russes avant de le garder en sécurité dans un entrepôt.
Finalement, le vieil homme qui était le patron de Stanton décide de passer à l'action. M. Greer (John Nolan) et sa société de mercenaires (Decima Technologies) affrontent Reese et Shaw pendant que Root kidnappe une nouvelle fois Harold. Le virus continue de consumer la Machine jusqu'à la réinitialiser complètement. Le reboot du système engendre un appel qui offre un contrôle total de la Machine à celui qui le prendra. Root parvient à prendre cet appel et est en God Mode (les positions des ennemis sont révélés en avance par la Machine dans une oreillette). Harold parvient à dupliquer l'appel pour que Reese dispose du même avantage que Root. Les hommes de Decima sont submergés et Greer disparaît. Root décide alors de retrouver la Machine avec Harold, poursuivi de près par Reese et Shaw. Une fois arrivé à l'emplacement supposé de la Machine, dans le complexe nucléaire de Hanford, ils découvrent un entrepôt vide. En fait, Harold avait créé le virus afin que la Machine se libère de l'emprise du Gouvernement. Le chef de cabinet du Bureau du Conseiller Spécial et Hersh arrivent à leur tour sur les lieux, stupéfaits de voir que la Machine a disparu. Harold et son équipe s'enfuient avec Root tandis que le Conseiller fait son rapport à Contrôle par téléphone avant de passer l'appel à Hersh. Ce dernier reçoit l'ordre de tuer le Conseiller et les autres témoins. Root est enfermée dans un asile psychatrique.
Le passé de Finch est également révélé. Ayant découvert que la Machine savait que des gens ordinaires étaient victimes de crimes, Nathan Ingram (Brett Cullen) décide de les aider. Mais Harold va lui bloquer l'accès à la Machine, ce qui contraint Nathan à contacter un journaliste afin de révéler la conspiration du gouvernement. Le Conseiller Spécial a envoyé Hersh l'éliminer. L'homme de main va alors utiliser un terroriste afin de provoquer un attentat qui tue Nathan et provoque des séquelles à Harold, ayant été soufflé par l'onde de choc. Il décide alors, en hommage à son ami, de sauver les numéros non-pertinents.

## Distribution

### Acteurs principaux
- Jim Caviezel (V. F. : Jean-Pierre Michaël) : John Reese
- Michael Emerson (V. F. : Jean-Luc Kayser) : Harold Finch
- Taraji P. Henson (V. F. : Annie Milon) : Lieutenant Joss Carter
- Kevin Chapman (V. F. : Gérard Darier) : Lieutenant Lionel Fusco

### Acteurs récurrents
- Jay O. Sanders (V. F. : Michel Bedetti) : le conseiller spécial (8 épisodes)
- Boris McGiver (V. F. : Daniel Lafourcade) : Robert Hersh (7 épisodes)
- Amy Acker (V. F. : Laëtitia Lefebvre) : Samantha « Sam » Groves alias « Root » (6 épisodes)
- Robert John Burke (V. F. : Guillaume Orsat) : Officier Patrick Simmons (6 épisodes)
- Clarke Peters (V. F. : Jean-Claude Sachot) : Alonzo Quinn (6 épisodes)
- Sterling K. Brown (V. F. : Daniel Lobé) : Lieutenant Cal Beecher (6 épisodes)
- Brett Cullen (V. F. : Jean-Louis Faure) : Nathan Ingram (5 épisodes)
- Brennan Brown (V. F. : Bruno Dubernat) : Agent Spécial Nicholas Donnelly (5 épisodes)
- Al Sapienza (V. F. : Alexandre Cross) : Lieutenant Raymond Terney (5 épisodes)
- Ken Leung (V. F. : Laurent Morteau) : Leon Tao (4 épisodes)
- Enrico Colantoni (V. F. : Guillaume Lebon) : Carl Elias (4 épisodes)
- Carrie Preston (V. F. : Ninou Fratellini) : Grace Hendricks (4 épisodes)
- Sarah Shahi (V. F. : Charlotte Marin) : Sameen Shaw (4 épisodes)
- Michael Kelly (V. F. : Marc Saez) : Marc Snow (3 épisodes - récurrence à travers les saisons)
- Annie Parisse (V. F. : Natacha Muller) : Kara Stanton (3 épisodes - récurrence à travers les saisons)
- Paige Turco (V. F. : Micky Sébastian) : Zoe Morgan (3 épisodes - récurrence à travers les saisons)

## Production

### Développement
Le 14 mars 2012, CBS a renouvelé la série pour cette deuxième saison de vingt-deux épisodes diffusée les jeudis à 21 h.

### Casting
L'actrice Carrie Preston, la véritable femme de Michael Emerson (Harold Finch), a gardé son rôle dans cette deuxième saison pour y jouer Grace Hendricks, l'ex-compagne de Finch.
Les acteurs Ken Leung, Margo Martindale, Mark Pellegrino, Sterling K. Brown, Karolina Kurkova et Sarah Shahi ont, entre autres, obtenu un rôle récurrent ou d'invité le temps d'un voire plusieurs épisodes (2 ou 3) lors de cette deuxième saison.

### Diffusions
Cette saison a été diffusée du jeudi 27 septembre 2012 au jeudi 9 mai 2013 sur CBS, aux États-Unis ainsi qu'en simultané sur Citytv, au Canada.
La diffusion francophone s'est déroulée ainsi :
En Suisse, du 15 septembre 2013 au 24 novembre 2013 sur RTS Un, tous les dimanches à 21 h, à raison de deux épisodes inédits par soirée ;
Au Québec, du 18 septembre 2013 au 30 avril 2014 sur V, tous les mercredis, à 21 h pour les épisodes 1 à 12 et à 20 h pour les épisodes 13 à 22, à raison d'un épisode inédit par soirée ;
En Belgique, du 2 janvier 2014 au 6 mars 2014 sur La Une, chaîne du groupe de la RTBF, tous les jeudis à 20 h 20, à raison de deux épisodes inédits par soirée ;
En France, du 21 janvier 2014, au 1er avril 2014 sur TF1, tous les mardis à 21 h, à raison de deux épisodes inédits par soirée.

## Liste des épisodes

### Épisode 1:Libérée du mal
- États-Unis /  Canada : 27 septembre 2012 sur CBS[9] / Citytv
- Suisse : 15 septembre 2013 sur RTS Un[12]
- Québec : 18 septembre 2013 sur V[13]
- Belgique : 2 janvier 2014 sur La Une[14]
- France : 21 janvier 2014 sur TF1[16],[17]

- États-Unis : 14,28 millions de téléspectateurs[18] (première diffusion)
- Canada : 1,1 million de téléspectateurs[19] (première diffusion)
- Belgique : 344 200 téléspectateurs[20] (première diffusion)
- France : 5,70 millions de téléspectateurs[21] (première diffusion)

- Cotter Smith (en) (Denton Weeks)
- Terry Serpico (Byron)
- Robert Allen Mukes (Titus)
- Bill Sage (Reddy)
- Beth Laufer (Julie Davenport)
- Thomas Kopache (Homme au chapeau Borsalino)
- Dori Legg (Serveuse)
- Michael Devine (Policier)
- Amy Morse (Vendeuse)
- Ron Domingo (Pharmacien)
- Richard D. Busser (Strohm, chef du gang aryen no 1)
- Edgar Fox (Membre du gang aryen no 2)
- Tim Holmes (Membre du gang aryen no 3)

- Leon Tao (victime)

### Épisode 2:Fin de la traque
- États-Unis /  Canada : 4 octobre 2012 sur CBS / Citytv
- Suisse : 22 septembre 2013 sur RTS Un[12]
- Québec : 25 septembre 2013 sur V[13]
- Belgique : 2 janvier 2014 sur La Une[14]
- France : 21 janvier 2014 sur TF1[16],[17]

- États-Unis : 14,58 millions de téléspectateurs[22] (première diffusion)
- Canada : 1,11 million de téléspectateurs[23] (première diffusion)
- Belgique : 284 600 téléspectateurs[20] (première diffusion)
- France : 5,20 millions de téléspectateurs[21] (première diffusion)

- Cotter Smith (en) (Denton Weeks)
- Emily Robinson (Hanna Frey)
- Kevin Loreque (Trent Russell)
- Jeremy Kushnier (Cody Grayson)
- Ryan Andes (Shep)
- Bill Cwikowski (Le gros Frank)
- Mercedes Griffeth (Samantha Groves, jeune)
- Margo Martindale (Barbara Russell)
- Maddie Jo Landers (Crystal)
- Loudon Wainwright (Shérif Landry)
- Richard Bekins (M. Frey, père de Hanna)
- Rebecca Metz (Barbara Russell en 1991)
- Che Ayende (Sheriff Adjoint)
- Justin Patterson (Responsable du motel)
- Abdel Gonzalez (Conducteur de camionnette)

- Hanna Frey (victime)

### Épisode 3:La Fille du consul
- États-Unis /  Canada : 18 octobre 2012 sur CBS / Citytv
- Suisse : 22 septembre 2013 sur RTS Un[12]
- Québec : 2 octobre 2013 sur V[13]
- Belgique : 9 janvier 2014 sur La Une[14]
- France : 28 janvier 2014 sur TF1[17]

- États-Unis : 13,93 millions de téléspectateurs[24] (première diffusion)
- Belgique : 301 000 téléspectateurs[25] (première diffusion)
- France : 6,62 millions de téléspectateurs[26] (première diffusion)

- Paloma Guzman (Sofia Campos)
- Gary Perez (Hector Campos)
- Taylor Gildersleeve (Gabi)
- Nick Gehlfuss (Jack Hughes)
- Isaiah Johnson (Monty Spencer)
- Mihran Shlougian (Vladimir)
- Roderick Hill (Rick)
- Joe Paulik (Courtier)
- Caroline Strong (Agent de la CIA)
- Addison Lemay (Garde du corps)
- Emily Tremaine (Vendeuse)
- Oliver Solomon (Agent de sécurité)
- Jamie Lynn Concepcion (Réceptionniste)

- Sofia Campos (victime)

### Épisode 4:Un numéro de trop
- États-Unis /  Canada : 25 octobre 2012 sur CBS / Citytv
- Suisse : 29 septembre 2013 sur RTS Un[12]
- Québec : 9 octobre 2013 sur V[13]
- Belgique : 9 janvier 2014 sur La Une[14]
- France : 28 janvier 2014 sur TF1[17]

- États-Unis : 14,03 millions de téléspectateurs[27] (première diffusion)
- Belgique : 279 200 téléspectateurs[25] (première diffusion)
- France : 5,90 millions de téléspectateurs[26] (première diffusion)

- Mike McGlone (Lieutenant Bill Szymanski)
- Jonathan Tucker (Riley Cavanaugh)
- Liza J. Bennett (Annie Delaney)
- Kevin Conway (George Massey)
- Matt McTighe (Eddie Massey)
- Otto Sanchez (Ochoa)
- Sean Gormley (Al)
- Craig Bockhorn (Homme au bar)
- Jeremy Paschall (Videur)
- Jerry Ford (Policier)
- Fenton Lawless (Barman)

- Riley Cavanaugh (victime)

### Épisode 5:Le Scoop
- États-Unis /  Canada : 1er novembre 2012 sur CBS / Citytv
- Suisse : 29 septembre 2013 sur RTS Un[12]
- Québec : 16 octobre 2013 sur V[13]
- Belgique : 16 janvier 2014 sur La Une[14]
- France : 4 février 2014 sur TF1[17]

- États-Unis : 13,66 millions de téléspectateurs[28] (première diffusion)
- Belgique : 339 500 téléspectateurs[29] (première diffusion)
- France : 6,25 millions de téléspectateurs[30] (première diffusion)

- Anthony Mangano (en) (Lieutenant Kane)
- Gloria Votsis (Maxine Angelis)
- James Saito (Glen)
- Rick Gifford (Agent Craig Bogle)
- John Ventimiglia (Christopher Zambrano)
- John Henry Cox (Paul Hix)
- Jeremie Harris (Agent Willis Clark)
- Richard V. Licata (Ed Griffin)
- Kevin Collins (Landon Walker)

- Maxine Angelis (criminelle)

- Concernant le titre original; le mot « Lede » est une écriture alternative du mot « Lead » ; littéralement cette expression veut dire « enterrer le plomb ».
- « Bury the Lede » est une expression utilisée dans le jargon de presse.

### Épisode 6:Le Droit chemin
- États-Unis /  Canada : 8 novembre 2012 sur CBS / Citytv
- Suisse : 6 octobre 2013 sur RTS Un[12]
- Québec : 23 octobre 2013 sur V[13]
- Belgique : 16 janvier 2014 sur La Une[14]
- France : 4 février 2014 sur TF1[17]

- États-Unis : 14,87 millions de téléspectateurs[31] (première diffusion)
- Canada : 1,15 million de téléspectateurs[32] (première diffusion)
- Belgique : 296 900 téléspectateurs[29] (première diffusion)
- France : 5,57 millions de téléspectateurs[30] (première diffusion)

- David Denman (Graham Wyler / Lloyd Pruitt)
- Alicia Witt (Connie Wyler)
- Dominic Fumusa (Chris Vaughn)
- Victor Verhaeghe (Daniel Burnside)
- Olivia Nikkanen (Izzy Wyler)
- Sharrieff Pugh (Loeb)
- Sacha Alesandrov Di Bona (Atay)
- Saxon Palmer (Rupert)
- Eric Engleman (Wilson)
- Arash Mokhtar (Vendeur de glaces)
- Leslie Hendrix (Femme)
- Rashad Edwards (Policier)
- J.P. Groeninger (Biker)
- Larry Mitchell (Client)

- Graham Wyler / Lloyd Pruitt (victime)

### Épisode 7:État critique
- États-Unis /  Canada : 15 novembre 2012 sur CBS / Citytv
- Suisse : 6 octobre 2013 sur RTS Un[12]
- Québec : 30 octobre 2013 sur V[13]
- Belgique : 23 janvier 2014 sur La Une[14]
- France : 11 février 2014 sur TF1[17]

- États-Unis : 14,57 millions de téléspectateurs[33] (première diffusion)
- Belgique : 282 400 téléspectateurs[34] (première diffusion)
- France : 6,40 millions de téléspectateurs[35] (première diffusion)

- Sharon Leal (Madeleine Enright)
- Erica Leerhsen (Amy)
- Geneva Carr (Liz Picket)
- Julian Sands (Alistair Wesley)
- Sam Freed (Olvier Veldt)
- Bryce Pinkham (Leland Rains)
- Geoffrey Cantor (Sebastian Alta)
- Nick Stevenson (Policier)
- Gilbert Cruz (Directeur de la sécurité)
- Mia Ellis (Infirmière)
- Aaron Sholomenko (Policier dans le parc)
- Lohrasp Kansara (Membre d'un gang)

- Madeleine Enright (criminelle)
- Leon Tao (victime)

### Épisode 8:Gages d'amour
- États-Unis /  Canada : 29 novembre 2012 sur CBS / Citytv
- Suisse : 13 octobre 2013 sur RTS Un[12]
- Québec : 6 novembre 2013 sur V[13]
- Belgique : 23 janvier 2014 sur La Une[14]
- France : 11 février 2014 sur TF1[17]

- États-Unis : 14,43 millions de téléspectateurs[36] (première diffusion)
- Belgique : 280 600 téléspectateurs[34] (première diffusion)
- France : 5,45 millions de téléspectateurs[35] (première diffusion)

- Mark Pellegrino (Daniel Drake)
- Francie Swift (Sabrina Drake)
- Tricia Paoluccio (Rhonda DiArnato)
- Toff Susman (Henry Brooks)
- Jacinto Taras Riddick (Nestor Santiago)
- Natalie Kuhn (Assistante de Daniel)
- Ivana Shein (Assistante de Sabrina)
- Angela Lin (Réceptionniste)
- Frank Vlastnik (Gestionnaire de résidence)
- R. Patrick Ryan (Serveur)
- Royce Johnson (Messager à vélo)
- Arash Mokhtar (Vendeur de glaces)

- Daniel Drake (criminel et victime)
- Sabrina Drake (criminelle et victime)

### Épisode 9:Mauvais Endroit, mauvais moment
- États-Unis /  Canada : 6 décembre 2012 sur CBS / Citytv
- Suisse : 13 octobre 2013 sur RTS Un[12]
- Québec : 13 novembre 2013 sur V[13]
- Belgique : 30 janvier 2014 sur La Une[14]
- France : 18 février 2014 sur TF1[17]

- États-Unis : 14,18 millions de téléspectateurs[37] (première diffusion)
- Canada : 1,13 million de téléspectateurs[38] (première diffusion)
- Belgique : 359 500 téléspectateurs[39] (première diffusion)
- France : 5,80 millions de téléspectateurs[40] (première diffusion)

- David Valcin (Anthony S. Marconi alias « Scarface »)
- Michael Irby (Fermin Ordoñez)
- Philip Anthony-Rodriguez (Rafael Acosta)
- Tony Plana (Mendoza)
- Larisa Polonsky (Irina Kapp)
- Reiko Aylesworth (Regina Vickers)
- Ed Setrakian (Luciano Grifoni)
- Amir Darvish (Aziz Mansoor)
- Marcelo Laygo (Jorge Ordoñez)
- Veronica Cruz (Maria Ordoñez)
- Kirill Nikiforov (Vadim Pushkov)
- Scott Aiello (Lieutenant Bowman)
- Mark Azarcon (Voyou coréen)
- Ann Elaine Markley (Femme charmante)
- Mark Slama (Homme ivre)
- Christopher Yee (D3mn8)

- Fermin Ordoñez (victime)

- C.O.D., le titre original de l'épisode, est l'acronyme pour « Cash On Delivery », qui peut être traduit par « paiement à la livraison ».

### Épisode 10:Justice pour tous
- États-Unis /  Canada : 13 décembre 2012 sur CBS / Citytv
- Suisse : 20 octobre 2013 sur RTS Un[12]
- Québec : 20 novembre 2013 sur V[13]
- Belgique : 30 janvier 2014 sur La Une[14]
- France : 25 février 2014 sur TF1[17]

- États-Unis : 14,08 millions de téléspectateurs[41] (première diffusion)
- Belgique : 316 200 téléspectateurs[39] (première diffusion)
- France : 6,33 millions de téléspectateurs[42] (première diffusion)

- Brendan Griffin (Charles MacAvoy)
- Creighton James (Wayne Packer)
- James Knight (Brian Kelly)
- Allan Louis (Lieutenant Olson)
- Jessica Collins (Abby Monroe)
- Brian J. Smith (Shayn Coleman)
- John Bedford Lloyd (Philip Chapple)
- Jeremiah Birkett (Manager)
- Jason Babinsky (Militaire en uniforme no 1)
- Douglas Taurel (Militaire en uniforme no 2)
- Austin Durant (Sergent du SWAT)

- Abby Monroe (victime)

### Épisode 11:Le Prodige
- États-Unis /  Canada : 3 janvier 2013 sur CBS / Citytv
- Suisse : 20 octobre 2013 sur RTS Un[12]
- Québec : 27 novembre 2013 sur V[13]
- Belgique : 6 février 2014 sur La Une[14]
- France : 25 février 2014 sur TF1[17]

- États-Unis : 16,23 millions de téléspectateurs[43] (première diffusion)
- Canada : 1,31 million de téléspectateurs[44] (première diffusion)
- Belgique : 364 900 téléspectateurs[45] (première diffusion)
- France : 5,92 millions de téléspectateurs[42] (première diffusion)

- Brendan Griffin (Charles MacAvoy)
- Creighton James (Wayne Packer)
- James Knight (Brian Kelly)
- Luke Kleintank (Caleb Phipps)
- Luke Kirby (Chris Beckner)
- Mary McCann (Lori Phipps)
- Jason Ananias Dixon (Diego Velasquez)
- James Colby (Andrew Murphy)
- Gregory Abbey (Howard Glazer)
- John Sharian (Gardien de prison Hutchins)
- Susan Blackwell (Principal Lawton)
- Stevie Steel (Julia)
- Malika Samuel (Lily)
- Hassan Iniko Johnson (Lorenzo)
- Michael Heckler (Grand homme séduit par Carter)
- David Fierro (Homme trapu)
- Jeff Woodman (Technicien du FBI)

- Caleb Phipps (criminel et victime)

- Cet épisode a réalisé le record d’audience pour la deuxième saison, mais aussi pour le moment pour toutes les saisons confondues, aux États-Unis[43].

### Épisode 12:Costume sur mesure
- États-Unis /  Canada : 10 janvier 2013 sur CBS / Citytv
- Suisse : 27 octobre 2013 sur RTS Un[12]
- Québec : 4 décembre 2013 sur V[13]
- Belgique : 6 février 2014 sur La Une[14]
- France : 4 mars 2014 sur TF1[17]

- États-Unis : 15,67 millions de téléspectateurs[46] (première diffusion)
- Canada : 1,19 million de téléspectateurs[47] (première diffusion)
- Belgique : 333 500 téléspectateurs[45] (première diffusion)
- France : 6,63 millions de téléspectateurs[48] (première diffusion)

- Brendan Griffin (Charles MacAvoy)
- Creighton James (Wayne Packer)
- James Knight (Brian Kelly)
- Karolina Kurkova (elle-même)
- John Sharian (Gardien de prison Hutchins)
- Charlotte Maier (Megan)
- Tom Titone (Dawson)
- Terry Serpico (Byron)
- Tony F. Devito (Ragazzo)

- Karolina Kurkova (victime)
- Nicholas Donnelly (victime)

### Épisode 13:Réunions d'anciens
- États-Unis /  Canada : 31 janvier 2013 sur CBS / Citytv
- Suisse : 27 octobre 2013 sur RTS Un[12]
- Belgique : 13 février 2014 sur La Une[14]
- Québec : 26 février 2014 sur V[13]
- France : 4 mars 2014 sur TF1[17]

- États-Unis : 15,71 millions de téléspectateurs[49] (première diffusion)
- Canada : 1,05 million de téléspectateurs[50] (première diffusion)
- Belgique : 358 200 téléspectateurs[51] (première diffusion)
- France : 6,10 millions de téléspectateurs[48] (première diffusion)

- John Nolan (John Greer)
- Brian Hutchison (agent spécial Brian Moss)
- Matt Deangelis (Petar)
- Cameron Scoggins (Kevin)
- Maechi Aharanwa (serveuse)
- Mike Carlsen (policier)
- Andrew Guilarte (garde du département de la Défense)

- Kara Stanton (criminelle)

### Épisode 14:Pour quelques milliards
- États-Unis /  Canada : 7 février 2013 sur CBS / Citytv
- Suisse : 3 novembre 2013 sur RTS Un[12]
- Belgique : 13 février 2014 sur La Une[14]
- France : 18 février 2014 sur TF1[17]
- Québec : 5 mars 2014 sur V[13]

- États-Unis : 14,88 millions de téléspectateurs[52] (première diffusion)
- Canada : 1,09 million de téléspectateurs[53] (première diffusion)
- Belgique : 328 000 téléspectateurs[51] (première diffusion)
- France : 5,10 millions de téléspectateurs[40] (première diffusion)

- Jimmi Simpson (Logan Pierce)
- Charlie Semine (Justin Ogilvy)
- Chandler Williams (Jeremy Campbell)
- Brooke Bloom (Emily Morton)
- Paul Schoeffler (Ben Kamin)
- Paul Juhn (Richard Grant)
- Bridget McKevitt (Cynthia Kamin)
- Tibor Feldman (Sinclair Melbourne)
- Quincy Chad (Bigfoot)
- Liv Rooth (Janet)
- Jordan Baker (Avocat d'Emily)
- Robert Jimenez (Avocat de Grant)
- Barry Ratcliffe (Commissaire-priseur)

- Logan Pierce (victime)

### Épisode 15:Room Service
- États-Unis /  Canada : 14 février 2013 sur CBS / Citytv
- Suisse : 3 novembre 2013 sur RTS Un[12]
- Belgique : 20 février 2014 sur La Une[14]
- France : 11 mars 2014 sur TF1[17]
- Québec : 12 mars 2014 sur V[13]

- États-Unis : 14,87 millions de téléspectateurs[54] (première diffusion)
- Canada : 1,11 million de téléspectateurs[55] (première diffusion)
- Belgique : 367 700 téléspectateurs[56] (première diffusion)
- France : 6,93 millions de téléspectateurs[57] (première diffusion)

- Brian Hutchison (Agent Spécial Brian Moss)
- Mia Maestro (Mira Dobrica)
- Andy Murray (Charles Harris)
- David Pittu (Derek Fowler)
- Stephen Schnetzer (Tug Brantley)
- Luba Mason (Betty)
- Jakob Von Eichel (Homme au pull à col roulé)
- Tommy Schrider (Mari)
- Edwin Cahill (Touriste)
- Ted Koch (Administrateur)
- Aaron Roman Weiner (Policier)

- Mira Dobrica (victime)

- « Booked Solid » signifie complet sans aucune réservation possible, l'expression est utilisée dans la restauration et l’hôtellerie.

### Épisode 16:Seule contre tous
- États-Unis /  Canada : 21 février 2013 sur CBS / Citytv
- Suisse : 10 novembre 2013 sur RTS Un[12]
- Belgique : 20 février 2014 sur La Une[14]
- France : 11 mars 2014 sur TF1[17]
- Québec : 19 mars 2014 sur V[13]

- États-Unis : 14,22 millions de téléspectateurs[58] (première diffusion)
- Canada : 1,08 million de téléspectateurs[59] (première diffusion)
- Belgique : 330 100 téléspectateurs[56] (première diffusion)
- France : 6,10 millions de téléspectateurs[57] (première diffusion)

- Ebon Moss-Bachrach (Michael Cole)
- Paul Sparks (Wilson)
- Turron Kofi Alleyne (Lewis)
- Michael Elian (Ahnaz Bekhti)
- Curtis McClarin (Mullins)
- Monte Bezell (Youssef)
- Lord Jamar (Grishin)
- Fajer Al-Kaisi (Ami de Youssef)
- Dominik Tiefenthaler (Policier berlinois)
- Jonathan Sale (Policier)
- Brent Werzner (Chef)

- Michael Cole (victime)
- Sameen Shaw (victime)

- Le titre original Relevance, qui se traduit par « Pertinence », fait référence aux numéros pertinents, c-à-d ceux représentant une menace pour la sécurité nationale et qui sont transmis à l'ISA.

### Épisode 17:Le Caméléon
- États-Unis /  Canada : 7 mars 2013 sur CBS / Citytv
- Suisse : 10 novembre 2013 sur RTS Un[12]
- Belgique : 27 février 2014 sur La Une[14]
- France : 18 mars 2014 sur TF1[17]
- Québec : 26 mars 2014 sur V[13]

- États-Unis : 14,57 millions de téléspectateurs[60] (première diffusion)
- Canada : 1,23 million de téléspectateurs[61] (première diffusion)
- Belgique : 363 000 téléspectateurs[62] (première diffusion)
- France : 6,23 millions de téléspectateurs[63] (première diffusion)

- Brian Hutchison (Agent Spécial Brian Moss)
- Dan Lauria (Stanley Amis)
- Luke Macfarlane (Agent Spécial Alan Fahey / le caméléon)
- Becky Ann Baker (Shériff Adjoint Erica Schmidt)
- Hayley Treider (Becky Hess)
- Derek Wilson (Dennis Cunningham)
- James Andrew O'Connor (Ethan Mattson)
- Dennis Flanagan (Victor Engquist)
- Timothy Sekk (Kyle Moon)
- Mandy Siegfried (Carly Moon)
- Cindy Katz (Vicki Winter)

- Henri Musset (victime)
- Roland Dan (victime)
- Edwin Pylar (victime)
- Nathan Kramer (victime)
- George Leary (victime)
- Jack Rollins (victime)

### Épisode 18:Les Cartes en main
- États-Unis /  Canada : 14 mars 2013 sur CBS / Citytv
- Suisse : 17 novembre 2013 sur RTS Un[12]
- Belgique : 27 février 2014 sur La Une[14]
- France : 18 mars 2014 sur TF1[17]
- Québec : 2 avril 2014 sur V[13]

- États-Unis : 14,34 millions de téléspectateurs[64] (première diffusion)
- Canada : 1,08 million de téléspectateurs[65] (première diffusion)
- Belgique : 362 200 téléspectateurs[62] (première diffusion)
- France : 5,40 millions de téléspectateurs[63] (première diffusion)

- Morgan Spector (Peter Yogorov)
- Mike McGlone (Lieutenant Bill Szymanski)
- Ron McLarty (en) (Lou Mitchell)
- Michael Rispoli (Darien Makris)
- Jennifer Van Dyck (Procureur adjointe Melinda Wright)
- Luis Moreno (Lieutenant Ginsberg des Affaires Internes)
- Amy Hohn (Jen)
- Lisa Brescia (Kelly)
- Madison Garton (Candi)
- Jamie Choi (Croupière)
- Natalie Toro (Caissier)
- Bowman Wright (Nigérian)

- Lou Mitchell (victime)
- Leon Tao (victime)

### Épisode 19:Confiance aveugle
- États-Unis /  Canada : 4 avril 2013 sur CBS / Citytv
- Suisse : 17 novembre 2013 sur RTS Un[12]
- Belgique : 27 février 2014 sur La Une[14]
- France : 25 mars 2014 sur TF1[17]
- Québec : 9 avril 2014 sur V[13]

- États-Unis : 14,57 millions de téléspectateurs[66] (première diffusion)
- Canada : 1,09 million de téléspectateurs[67] (première diffusion)
- Belgique : 292 400 téléspectateurs[62] (première diffusion)
- France : 6,39 millions de téléspectateurs[68] (première diffusion)

- John Nolan (John Greer)
- Andrew Rothenberg (Ross Haskell)
- Tracie Thoms (Monica Jacobs)
- Larry Bryggman (Martin Baxter)
- Dan Bittner (Jerome Eckert)
- Joey Auzene (Donnie)
- Asa Somers (Conseiller réseau de TOVO)
- Jeffrey Schecter (Homme agacé)
- Patrick Boll (Agent de sécurité)

- Monica Jacobs (victime)
- Cal Beecher (victime)

### Épisode 20:24hà vivre
- États-Unis /  Canada : 25 avril 2013 sur CBS / Citytv
- Suisse : 24 novembre 2013 sur RTS Un[12]
- Belgique : 6 mars 2014 sur La Une[14]
- France : 25 mars 2014 sur TF1[17]
- Québec : 16 avril 2014 sur V[13]

- États-Unis : 13,22 millions de téléspectateurs[69] (première diffusion)
- Canada : 1,1 million de téléspectateurs[70] (première diffusion)
- Belgique : 341 500 téléspectateurs[71] (première diffusion)
- France : 5,68 millions de téléspectateurs[68] (première diffusion)

- Dennis Boutsikaris (Dr Richard Nelson)
- Ned Eisenberg (Lieutenant Joseph Soriano des Affaires Internes)
- Matthew Humphreys (Brandon Boyd)
- James Hanlon (Lieutenant Stills)
- Gabrielle Miller (Dr Juliana De Matteo)
- Matthew Rauch (Dr Garrett Rossmore)
- Allison Scagliotti (Molly Nelson)
- Louis Vanaria (Louis Azarello)
- Scott Jaeck (Vincent Cochran)
- Lynda Gravatt (Celia Beecher)
- Con Horgan (Barman)
- Robert Turano (Sergent)
- Mark DiConzo (Policier)
- Harris Doran (Homme au chapeau)

- Dr Richard Nelson (victime)

### Épisode 21:Et tout recommence
- États-Unis /  Canada : 2 mai 2013 sur CBS / Citytv
- Suisse : 24 novembre 2013 sur RTS Un[12]
- Belgique : 6 mars 2014 sur La Une[14]
- France : 1er avril 2014 sur TF1[17]
- Québec : 23 avril 2014 sur V[13]

- États-Unis : 12,96 millions de téléspectateurs[72] (première diffusion)
- Canada : 1,04 million de téléspectateurs[73] (première diffusion)
- Belgique : 338 600 téléspectateurs[71] (première diffusion)
- France : 6,52 millions de téléspectateurs[74] (première diffusion)

- John Nolan (John Greer)
- Kevyn Morrow (Lieutenant Ed Solis des Affaires Internes)
- Opal Alladin (Claudia Sugarman)
- Carter Gill (Chargé de clientèle)
- Mike Masters (Capitaine de l'ESU)
- Sydney James Harcourt (Policier du NYPD)

- Ernest Thornhill (la Machine elle-même) (indéterminé)
- Joss Carter (victime)

- Le nom de Thornhill attribué au personnage recherché par les protagonistes et que personne n'a jamais vu est un clin d'œil au film La Mort aux trousses d'Alfred Hitchcock. C'est en effet le nom du personnage incarné par Cary Grant, lui-même lancé à la poursuite d'un certain George Kaplan qui se révèlera lui aussi un personnage fantôme et dont Roger Thornhill prendra un temps l'identité.
- Cet épisode a réalisé la plus basse audience pour la deuxième saison aux États-Unis[72].

### Épisode 22:Enfin libre
- États-Unis /  Canada : 9 mai 2013 sur CBS[10] / Citytv
- Suisse : 24 novembre 2013 sur RTS Un[12]
- Belgique : 6 mars 2014 sur La Une[14]
- France : 1er avril 2014 sur TF1[17]
- Québec : 30 avril 2014 sur V[13]

- États-Unis : 13,16 millions de téléspectateurs[75] (première diffusion)
- Canada : 1,19 million de téléspectateurs[76] (première diffusion)
- Belgique : 318 300 téléspectateurs[71] (première diffusion)
- France : 5,98 millions de téléspectateurs[74] (première diffusion)

- Morgan Spector (Peter Yogorov)
- Peter Friedman (Lawrence Szilard)
- Abraham Makany (Asif)
- Jordan Lage (Carson)
- Richard Gallagher (Petit ami jaloux)
- Stivi Paskoski (Gangster de l'Europe de l'Est)
- Hadi Tabbal (Traducteur)
- Susan Cella (Conductrice)
- Tom Galantich (Homme d'affaires)
- Brad Heberlee (Ingénieur)
- Wesley Broulik (Gardien)
- Carmen Ruby Floyd (Infirmière)
- Nick Mills (Agent en uniforme)

- l'homme qui n'a pas payé la rançon (victime)
- le petit ami jaloux (criminel)

## Audiences aux États-Unis

### Taux sur les 18-49 ans
Le taux sur les 18-49 ans est un des critères importants pour juger de l'avenir (renouvellement ou annulation) des séries diffusées à la télévision américaine. Un taux de 1 % signifie que 1 % de tous les habitants du pays ayant entre 18 et 49 ans regarde le programme.
| N° d'épisode | Taux sur les 18-49 ans (en %) |
| ------------ | ----------------------------- |
| 1            | 2.9                           |
| 2            | 3                             |
| 3            | 2.8                           |
| 4            | 2.9                           |
| 5            | 2.9                           |
| 6            | 2.9                           |
| 7            | 3.1                           |
| 8            | 2.9                           |
| 9            | 2.9                           |
| 10           | 2.9                           |
| 11           | 3.4                           |
| 12           | 3.3                           |
| 13           | 3.2                           |
| 14           | 3.1                           |
| 15           | 3                             |
| 16           | 2.9                           |
| 17           | 2.8                           |
| 18           | 2.9                           |
| 19           | 2.7                           |
| 20           | 2.4                           |
| 21           | 2.4                           |
| 22           | 2.4                           |

### Audiences moyennes
- Sur le nombre de téléspectateurs, cette saison totalise une moyenne de 14,4 millions de téléspectateurs[78].
- Sur le taux 18-49 ans, cette saison totalise un taux moyen de 2,9 %[78].

Ces chiffres sont basés sur les audiences des épisodes inédits enregistrés lors de leur jour de diffusion et non en Live + 7 jours.